# Angelo Mezzanotte (fotografo)
Angelo Mezzanotte (Loreto, 24 agosto 1943 – Fabriano, 27 agosto 2009) è stato un fotografo italiano.

## Biografia
Nacque a Loreto il 24 agosto 1943 dopo che i genitori avevano lasciato Fabriano, teatro di numerosi bombardamenti durante la seconda guerra mondiale. A diciassette anni si imbarcò come mozzo di coperta e successivamente come ufficiale radiotelegrafista, raggiungendo l'Estremo Oriente, l'India, l'Algeria, la Tunisia, la Spagna, il Nord Europa e gli Stati Uniti.
Alcune fotografie estrapolate da questi viaggi gli permisero di raggiungere importanti risultati: nel 1968 fu premiato alla "Mostra Fotografica Internazionale" indetta dall'UNESCO tenutasi a Colonia e nel 1970 si aggiudicò il primo posto alla "V Biennale Nazionale di Fotografia" di Macerata, con lo scatto intitolato "Umile maternità".
Nel 1970 durante una franchigia, passeggiando per le strade di Filadelfia e incrociando casualmente una folla che accerchiava Cassius Clay, riuscì ad ottenere lo scatto che la La Domenica del Corriere selezionò per una copertina nel 1972.
Poco dopo smise di navigare per dedicarsi esclusivamente alla fotografia e negli anni successivi entrò a far parte dello staff della Publifoto, occupandosi inizialmente di fotografia pubblicitaria, sportiva e, successivamente, di fotogiornalismo insieme a Nando Carrese, realizzando servizi sia in Italia che all'estero.
Il servizio svolto in Spagna si materializzò nel 1974, nel suo primo volume fotografico dal titolo "Viento del Pueblo", incentrato sul periodo franchista.
Il mirino della sua indagine fotografica non risparmiò la sua terra d'origine, la regione Marche e nel 1975 decise di donare 157 fotografie al Museo della Fotografia dell'Università di Parma, nella prima fase di crescita delle raccolte di quello che oggi è chiamato CSAC.
Dopo anni di lavoro tra Milano e Bologna, viaggi in Israele, Egitto, Grecia, India e Turchia, nel 1984 si ritirò a vivere sui Monti Sibillini, scegliendo uno stile di vita semplice ed essenziale, a stretto contatto con la natura.
Nel 1991 pubblicò, con l'Istituto Poligrafico e Zecca dello Stato, la prima sintesi della sua ventennale ricerca nell'area dei Monti Sibillini, un volume intitolato Nel Regno della Sibilla. 
Nel 1995 fu invitato, insieme ai fotografi Mario Giacomelli, Gianni Berengo Gardin, Olivio Barbieri e Antonio Biasiucci a partecipare ad una mostra fotografica intitolata “Cinque grandi fotografi interpretano Loreto”, dalla quale nacque anche un volume fotografico.
Nello stesso anno e in quelli successivi seguirono altre pubblicazioni: Assisi - Calendimaggio Festa di Primavera, Umbria, Terra di magie presentato da Franco Battiato, fino all'ultima, Visioni.
Nel 2009 a sessantasei anni, lasciò incompiuto il suo ultimo progetto, un volume fotografico che avrebbe raccontato la sua vita esclusivamente attraverso le immagini, dal titolo "Una vita immaginata".

## Opere
- Angelo Mezzanotte (fotografie) e Felipe Medina (testo), Viento del pueblo, Venezia, Corbo & Fiore Editori, 1974.
- Angelo Mezzanotte, Nel Regno della Sibilla, Roma, Istituto Poligrafico e Zecca dello Stato, 1991.
- Angelo Mezzanotte, Mario Giacomelli, Gianni Berengo Gardin, Olivio Barbieri e Antonio Biasiucci, Cinque grandi fotografi interpretano Loreto, Loreto, Tecnostampa, 1995.
- Angelo Mezzanotte (fotografie) e Henri Thomasson (testo), Umbria-Terra di magie, Todi, Ediart, 1995.
- Angelo Mezzanotte, Visioni, Assisi, Casa Editrice AurOra, 2001.